# William Price Sanders
William Price Sanders (né le 12 août 1833 à Frankfort en Kentucky, et décédé le 19 novembre 1863 à Knoxville en Tennessee) est un brigadier-général de l'Union. Il est enterré dans le cimetière national de Chattanooga, État du Tennessee.

## Avant la guerre
William Price Sanders est diplômé de West Point en 1856 et est breveté second lieutenant dans le 1st Dragoons,. Il est promu second lieutenant le 27 mai 1857 dans le 2nd dragoons.
Il participe à la guerre de l'Utah.

## Guerre de Sécession
William Price Sanders est promu premier lieutenant le 10 mai 1861. Il est promu capitaine le 14 mai 1861 dans le 3rd cavalry.
Il participe à la campagne de la Péninsule en  Virginie.
Il est promu colonel dans le 5th Kentucky cavalry le 4 mars 1863. Il participe à des combats à Lexington et Richmond au Kentucky le 28 juillet 1863. Il participe à la poursuite des troupes confédérées lors du raid de Morgan en juillet 1863.
Il est promu brigadier général des volontaires le 18 octobre 1863.
Il est blessé grièvement le 16 novembre 1863 près de Knoxville, alors que les troupes confédérées du général Lafayette McLaws tentent d'entrer dans la ville. Il décède trois jours plus tard. Un fort défensif de Knoxville, occupé alors par le 79th New York « Highlanders », le fort Loudon est alors renommé en son honneur.